# Vindeln (comuna)
Vindeln (em sueco: Vindelns kommun) é uma comuna da Suécia localizada no condado de Bótnia Ocidental. Sua capital é a cidade de Vindeln. Possui 2 630 quilômetros quadrados e segundo censo de 2018, havia 5 436 habitantes. É constituída por um terreno acidentado, coberto em grande parte por pinheiros e abetos, com grandes áreas pantanosas. Sua economia está tradicionalmente baseada nas indústrias florestais.